# Nachvak River
Der Nachvak River ist ein etwa 64 km langer Zufluss der Labradorsee im Norden von Labrador in der kanadischen Provinz Neufundland und Labrador.

## Flusslauf
Der Nachvak River durchfließt den zentralen Teil des Torngat-Mountains-Nationalparks. Er hat seinen Ursprung in einem namenlosen 640 m hoch gelegenen See an der Provinzgrenze zu Québec. Der Nachvak River durchfließt im Oberlauf mehrere kleiner Seen, anfangs in westlicher, später in südlicher und schließlich in östlicher Richtung. Bei Flusskilometer 40 befinden sich zwei größere Seen auf einer Höhe von 420 m am Flusslauf. Der Nachvak River fließt anschließend noch 36 km in östlicher Richtung durch die Torngat Mountains. Am Unterlauf durchfließt er den 10 km langen Nachvak Lake. Dieser wird an seinem östlichen Ende durch zwei Schwemmkegel vom Tasiuyak Arm, dem nördlichen Arm des Nachvak-Fjord, getrennt. Der Nachvak River fließt zwischen diesen beiden Schwemmkegeln noch 1,8 Kilometer vom See bis zur Bucht. Der Nachvak River entwässert ein Areal von 680 km². Das Einzugsgebiet des Nachvak River grenzt im Nordwesten an das des Rivière Alluviaq sowie im Südwesten an das des Rivière Koroc.

## Fischfauna
Bei Flusskilometer 20,9 befindet sich ein vertikaler Wasserfall mit einer Höhe von 6,1 m. Dieser wird für Wanderfische als unüberwindbar betrachtet. Im unteren Flusssystem kommt der Wandersaibling vor.